# Адаль
Султа́нат Ада́ль — исламское государство в Восточной Африке, в районе Африканского рога, основанное в XII веке народами афар (эфиопское название — адал, адали) и сомали, и просуществовавшее до середины XVI века.

## История

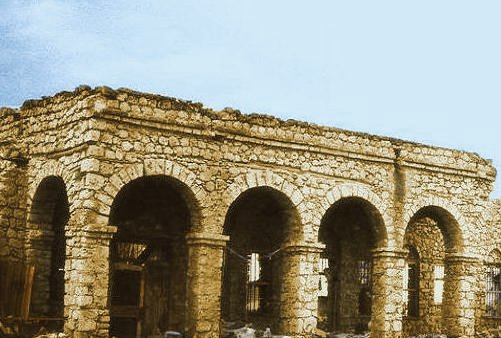
Руины султаната Адаль в Зейле, Авдал

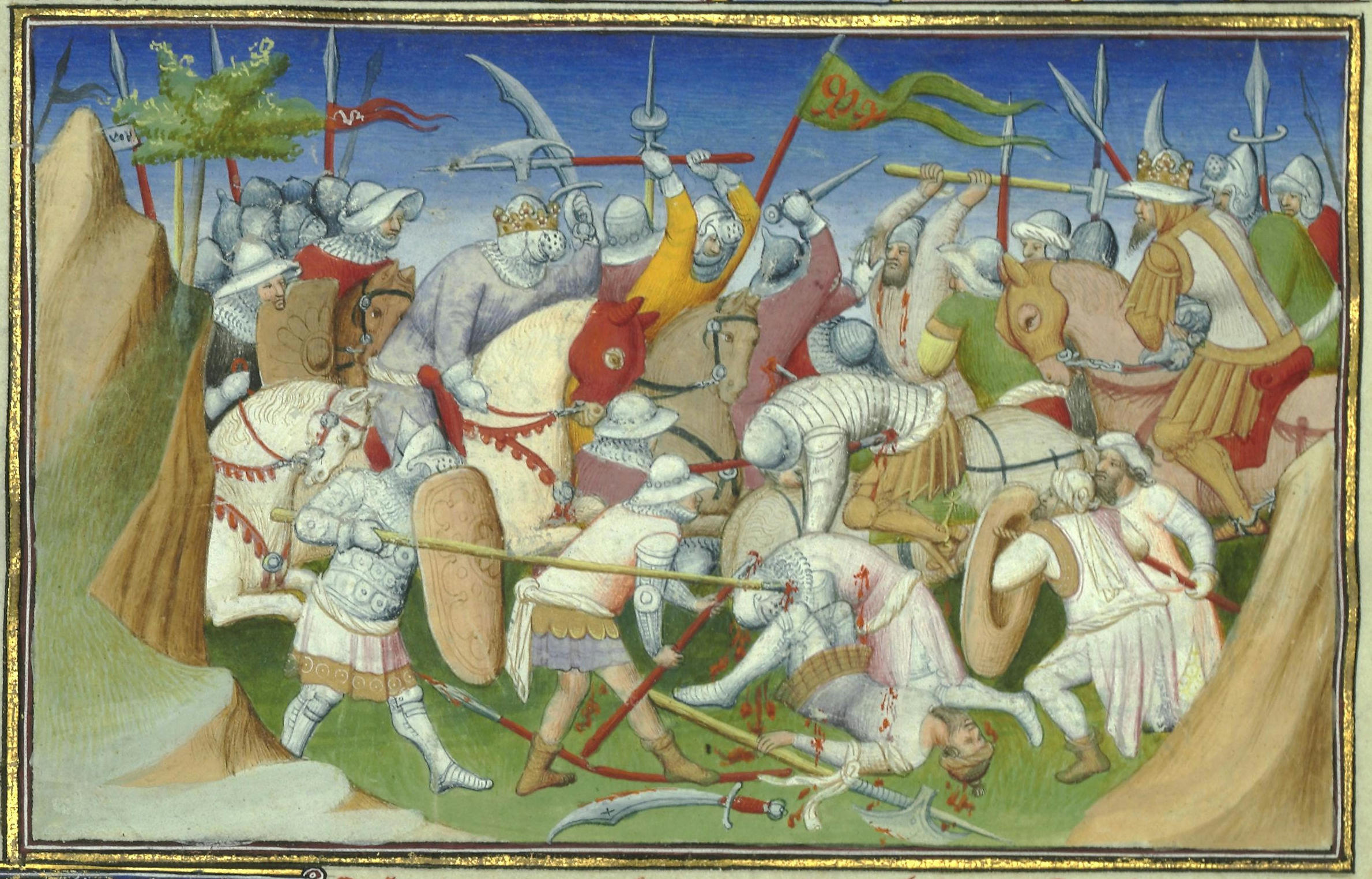
Султан Адаль (справа) и его войска сражаются с королём Ягбыа-Цыйоном и его людьми. Из «Le Livre des Merveilles», XV века

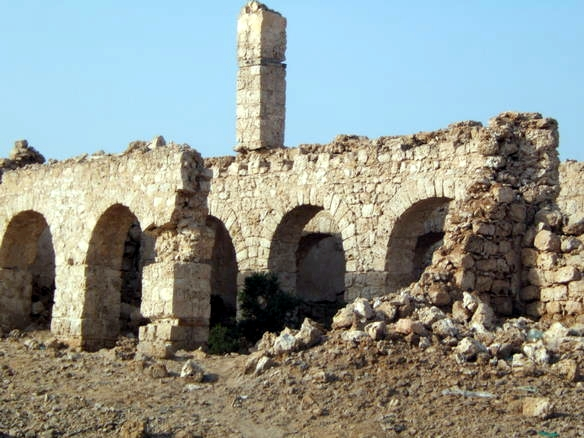
Развалины Зейлы времён султаната Адаль

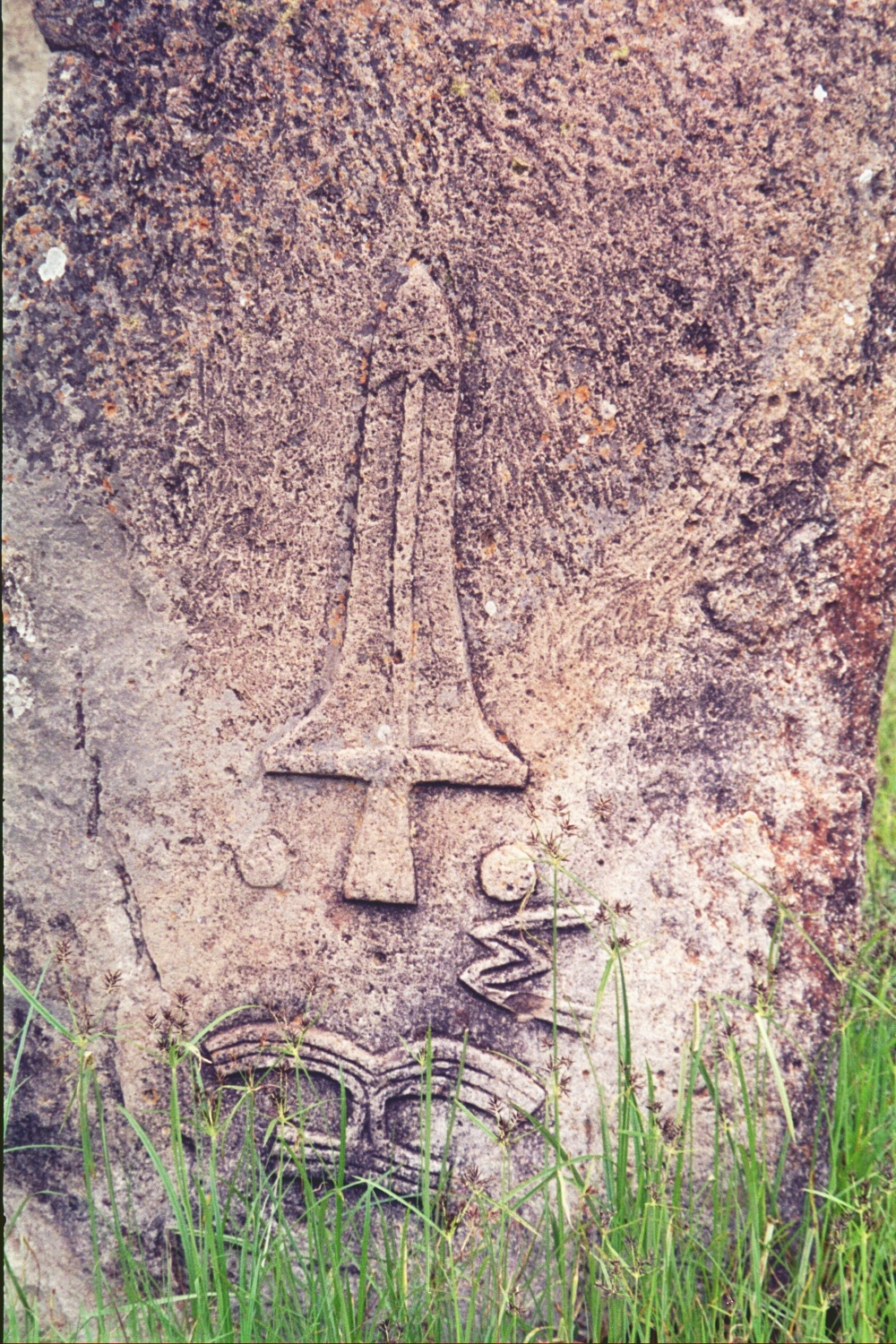
Символ меча на стеле в Тия

Средневековая история северо-восточной Африки в значительной степени отражает противостояние христианской Эфиопии и её исламского окружения. После завоевания мусульманами Египта в 642 (646) году и прекращения во второй половине XIII века Крестовых походов на Ближнем Востоке Эфиопия оказалась полностью отрезанной от прочего христианского мира, и в первую очередь от своего старинного естественного союзника — Византии. К XVI столетию ислам распространился на территории нынешнего Судана. Ещё раньше ислам приняли жители прибрежных районов Эритреи и Сомали.
В XIII веке на побережье Сомали возникает султанат Ифат и с 1285 года он расширяется в западном направлении, вплоть до восточной части высокогорья в Шоа. Примерно в это же время в Эфиопии происходила ожесточённая борьба за власть. В 1270 году правившая Эфиопией династия Загве, происходившая из народности фалаша (часть агау), была свергнута сторонниками правившей в западном Шоа Соломоновой династии. В 1320—1344 годах император Амдэ-Цыйон I разгромил и опустошил несколько исламских султанатов и эмиратов, однако Ифат отчаянно сопротивлялся его натиску. Наследник Амда Сийона, император Давид I, совершил в 1381 году успешный поход на Египет. В 1386 году был разгромлен и погиб султан Ифата Хаквадин I. Та же судьба постигла и правившего после него султана Саад ад-Дина, столица султаната город Зейла (близ нынешнего города Джибути) была разрушена императором Исааком.
На месте павшего Ифата на побережье Аденского залива был основан султанат Адаль со столицей в Даккере близ Харэра. Территория Адала охватывала всю нынешнюю Эритрею, северное Сомали и Джибути, а также эфиопские регионы Афар, Данакиль, Харэр и Огаден, в которых и поныне живёт преимущественно мусульманское население. В 1516 году эфиопская армия под командованием императора Давида II разбила войска Адала, а его султан Махфуз погиб.
Новое развитие история Адаля получила после того, как военачальник и зять покойного Махфуза, Ахмад ибн Ибрагим аль-Гази по прозвищу Левша, в 1520 году свергает султана Абу Бакра и садится на трон. Он объединяет под своей властью мусульман-кочевников племён оромо, сомали и афаров и в 1527 году объявляет христианам джихад (Адало-эфиопская война). К его войску также присоединились иудеи-фалаша. В битве при Шимба-Каре мусульманское войско из 12 000 человек пехоты и 600 всадников, потеряв 5000 убитыми, разгромило эфиопское войско из 200 000 пехотинцев и 16 000 всадников (по явно преувеличенным данным). Получив помощь турецких войск, Ахмад ибн Ибрагим, предприняв несколько походов, к 1533 году захватил почти всю Эфиопию. Не занятыми оказались лишь земли Эфиопского высокогорья. Страна была опустошена кочевниками, христианские святыни разрушены. Император Давид II бежал и скончался в 1540 году, наследник престола был пленён, а вдова императора осаждена в столице.
Лишь взяв в союзники Португалию, Эфиопия смогла отбиться. В 1538 году турки взяли Аден, однако прибывшая в 1541 году к берегам восточной Африки португальская эскадра под командованием Криштована да Гамы блокировала турок, бомбардировала Зейлу и Могадишо и затем высадила в помощь эфиопским войскам отряд вооружённых огнестрельным оружием солдат численностью в 400 человек. Султан Ахмад ибн Ибрагим погиб в сражении при озере Тана. В 1559 году в столице султаната был убит наследник Ахмада, Баракат. Новый султан, племянник Ахмада, Нур ибн Муджахид, сперва сумел остановить наступление эфиопов и португальцев, в борьбе с ним даже погиб император Клавдий, однако в конце концов также был разгромлен в 1567 году, как и его наследник Мохаммед ибн Наср, павший в 1576 году.
После этих поражений мусульман в эфиопскую область Тиграи дважды, в 1578 и в 1589 годах, вторгались из захваченного ими ещё в 1557 году порта Массауа турецкие войска, но оба раза были отбиты с большими потерями среди нападавших. На территории развалившегося султаната Адал возникает новый султанат Харар, населённый преимущественно племенами афар и оромо. Район Зейлы подпадает под влияние Турции, образовавшей на африканском побережье от северной Эритреи и до оконечности Африканского рога к 1578 году свою провинцию Хабеш (турецкое обозначение Эфиопии).